# Aïta
Pour les articles homonymes, voir Aita.
Genres dérivés
aucun.
Genres associés
Reggada, Ahidous, Aïssawa, Musique arabo-andalouse.
L'aïta (arabe : عيطة) est un genre musical populaire marocain qui trouve ses origines dans la campagne marocaine.
Ses racines remontent à l'époque du protectorat français du Maroc, les poèmes chantés sont souvent métaphoriques et codés, permettant de transmettre des messages sans être compris par les autorités oppressives. Ces textes abordaient des thèmes liés à la lutte pour la liberté, la dignité, la fierté, et parfois même des stratégies de résistance. Cela en faisait une véritable arme culturelle et sociale.

## Origines
Art à l’origine rural, « ayta » signifie « cri ». Ce cri « sort des tripes et vient conter des louanges divines, exprimer une douleur partagée, chanter l’amour, ses bonheurs et ses souffrances », mais aussi dénoncer la répression et repousser l’occupant pendant la colonisation française du Maroc,. Ces racines les plus lointaines puisent des migrations hilaliennes du XIIe siècle.
C'est une couleur musicale basée sur des poèmes qui portent des significations codées que seuls les propriétaires de la terre peuvent comprendre, comme une sorte de code secret entre les femmes et les hommes qui résistent contre l'occupant.
Il est chanté en Darija (dialecte marocain), par des groupes mixtes composés de musiciens, chanteurs, chanteuses et danseuses, ces femmes sont appelées cheikhates. Au Maroc, le Festival Aita est organisé à Safi.

## Interprètes
- Kharboucha
- Bouchaib El Bidaoui
- Khadija El Bidaouia
- Hafida Al Hasnaouia
- Fatna Bent Lhoucine
- Haja El Hamdaouia
- Hajja Hlima
- Hajib
- Mohamed Benomar Ziani
- Mohamed Laaroussi
- Hajar Labhioui
- Oulad El Bouazzaoui
- Mustapha Al Bidaoui
- Abdellah El Bidaoui
- Ould Soba